# Жорсткобокий вуж Бойє
Жорсткобокий вуж Бойє (Aspidura brachyorrhos) — неотруйна змія з роду Жорсткобокий вуж родини Вужеві. Отримав назву на честь німецького вченого Фрідриха Бойє.

## Опис
Загальна довжина досягає 30—38 см. Спостерігається статевий диморфізм — самиці більші за самців. Голова невелика, слабко відкоремлена від тулуба. Очі округлі. Передній щиток не торкається очей. Носовий щиток поділено. Тулуб циліндричній. Хвіст куций, загострений. Навколо тулуб тягнеться 17 рядків луски. Є 1 анальних неподільний щиток, 134–159 вентральних щитків, які тягнуться до бічних рядків луски, 25—39 підхвостових щитків.
Забарвлення спини жовте або яскраво помаранчеве, коричневе з 2 рядками бічних плям. Голова темно—коричнева або темно—жовта. Є дві плями з боків голови. Губи та черево жовтого кольору.

## Спосіб життя
Полюбляє чайні плантації, городи, берегів річок, гірські місцини. Зустрічається на висоті 610–1100 м над рівнем моря. Значну частину життя проводять у пухкому ґрунті, де риють ходи та нори. Активний удень. Харчується земляними хробаками.
Інколи ця змія живе у групах.
Укус викликає легкі місцеві реакції, невелике печіння та набряк.
Це яйцекладна змія. Самиця відкладає від 2 до 6 яєць.

## Розповсюдження
Це ендемік о.Шрі-Ланка. Мешкає у місцинах: Намунукула, Гампола, Велігалі, Пераденія, Гамадува, Канді, Дамбулла, Коломбо.